# إليسا دونوفان
إليسا دونوفان (بالإنجليزية: Elisa Donovan)‏ هي ممثلة أمريكية، ولدت في 3 فبراير 1971 في الولايات المتحدة.

## أعمال

### مسلسلات
- الساحرة المراهقة سابرينا
- إن سي آي إس

## وصلات خارجية
- إليسا دونوفان على موقع IMDb (الإنجليزية)
- إليسا دونوفان على موقع ألو سيني (الفرنسية)
- إليسا دونوفان على موقع ميوزك برينز (الإنجليزية)
- إليسا دونوفان على موقع أول موفي (الإنجليزية)
- إليسا دونوفان على موقع قاعدة بيانات الأفلام السويدية (السويدية)
- إليسا دونوفان على موقع إن إن دي بي (الإنجليزية)
- إليسا دونوفان على موقع قاعدة بيانات الفيلم (الإنجليزية)
- إليسا دونوفان على موقع كينوبويسك (الروسية)